# Беляев, Пётр Ефимович
Пётр Ефимович Беляев (1874 — после 1936) — офицер Российского Императорского флота, кораблестроитель, проектант и наблюдающий за постройкой башенных канонерских лодок 2-го ранга типа «Шторм», старший строитель линейного крейсера типа «Измаил» «Кинбурн», помощник начальника Балтийского судостроительного и механического заводов, генерал-майор Корпуса корабельных инженеров.

## Биография
Пётр Ефимович Беляев родился 20 июня (2 июля) 1874 года в селе Оксочи Крестецкого уезда Новгородской губернии.

### В Российской империи
В службе с 1893 года. В 1896 году окончил кораблестроительное отделение Технического училища Морского ведомства в Кронштадте и произведён в чин кондуктора Корпуса корабельных инженеров. Проходил службу на судостроительных заводах в Санкт-Петербурге.
21 мая (2 июня) 1899 года был назначен старшим помощником судостроителя Санкт-Петербургского порта, в 1901 году произведён в одноимённый чин. Принимал участие в ремонте и модернизации броненосного крейсера «Адмирал Нахимов» после его длительного перехода из Владивостока в Кронштадт, а затем, после назначения в 1900 году наблюдающего за ремонтом корабля П. Ф. Вешкурцева на другую постройку, возглавил ремонт корабля. С разрешения Морского министерства, для работы по исправлению погрешностей ремонта, участвовал в переходе крейсера в Ревель, а затем на Тихий океан.
В 1904 году окончил кораблестроительное отделение Николаевской морской академии. В годы русско-японской войны исправлял должность судостроителя в отряде контр-адмирала Н. И. Небогатова Второй Тихоокеанской эскадры, при переходе на Дальний Восток находился на эскадренном броненосце «Император Николай I». Во Владивостоке заведовал ремонтом броненосного крейсера «Громобой», который в октябре 1904 года потерпел аварию в заливе Посьета, а позже, в мае 1905 года, подорвался на мине у о. Русский. 28 марта (10 апреля) 1905 года «за особые труды по исправлению повреждений крейсера» Беляев был награждён орденом Святого Владимира 4-й степени, 3 (16) октября 1905 года был произведён в младшие судостроители.

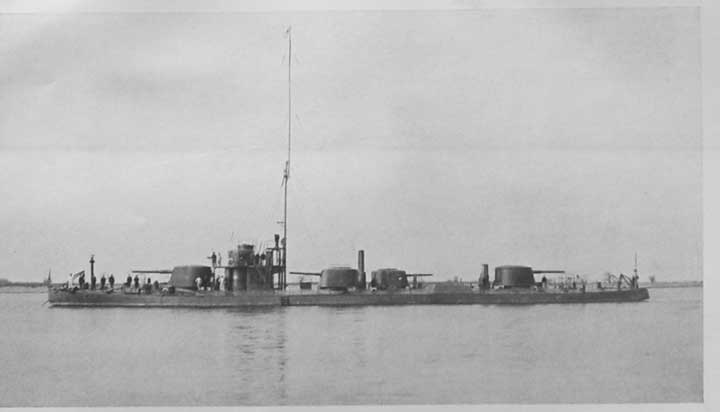
Башенная канонерская лодка «Шквал», 1911 год

В 1905—1906 годах Беляев вместе с судостроителем Н. Н. Кутейниковым разработали проект башенных канонерских лодок 2-го ранга типа «Шторм» — первого речного корабля с башенной артиллерийской установкой. В 1906 году морское министерство приняло решение о постройке восьми спроектированных инженерами Кутейниковым и Беляевым. Лодки были заложены в июле 1907 года в Санкт-Петербурге на Балтийском заводе. Все части корпусов сначала были собраны на болтах, а затем в разобранном по секциям виде перевезены на Дальний восток на сборочную верфь на реке Шилка около Сретенска. Беляев, в 1907 году переаттестованный из младших судостроителей в подполковники, вместе с корабельным инженером Ф. А. Перетягиным был командирован на Дальний Восток для наблюдения за постройкой. Канонерские лодки были собраны и спущены на воду в июне 1909 года. Лодки типа «Шквал» стали первыми в мире бронированными речными кораблями с дизельными двигателями, а также самыми мощными на тот период кораблями на Амуре.

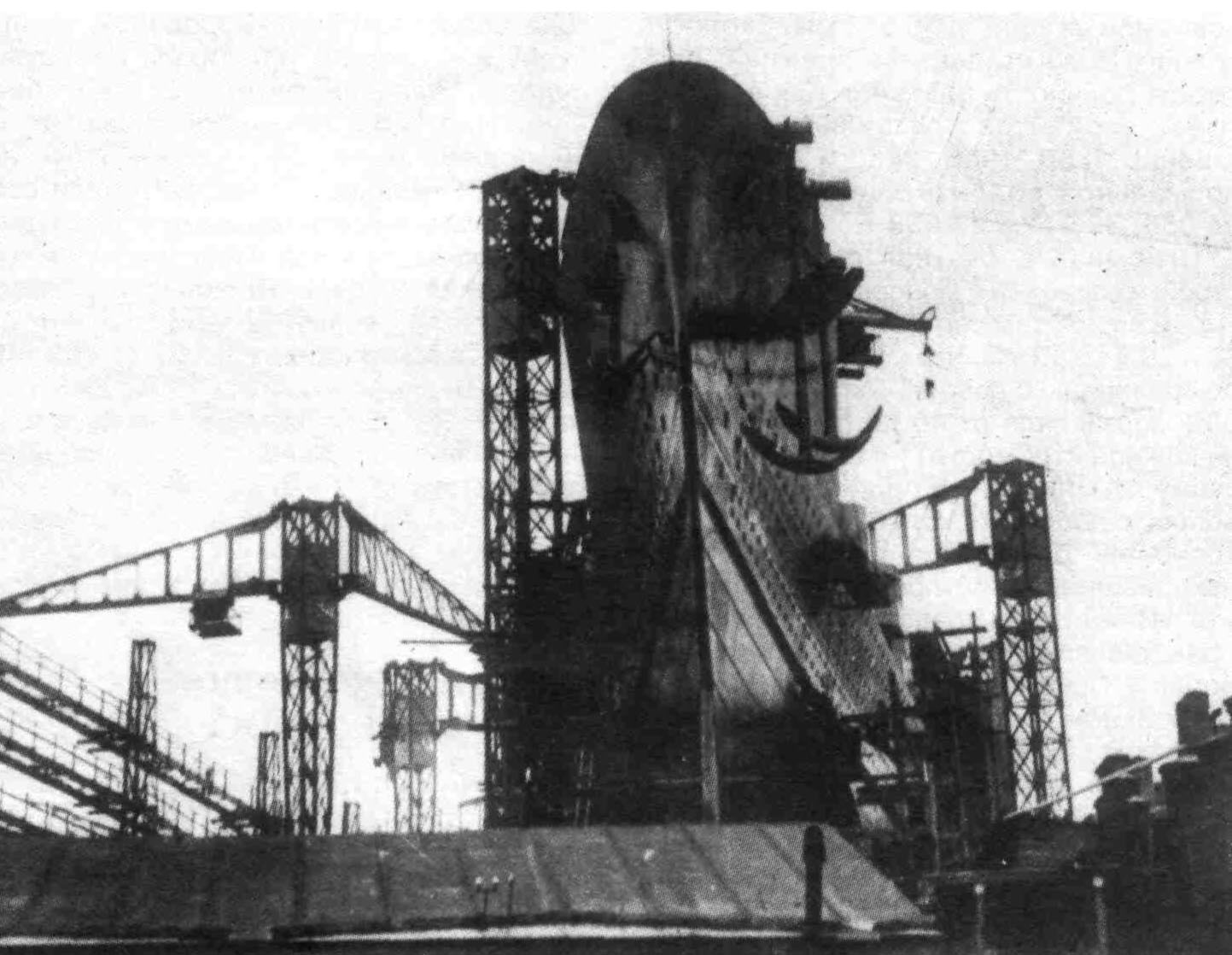
Линейный крейсер «Кинбурн» перед спуском на воду, октябрь 1915 года

В 1910 году П. Е. Беляев был произведён в полковники. 6 (19) декабря 1912 года на Балтийском заводе заложил линейный крейсер типа «Измаил» «Кинбурн» и параллельно принимал участие в строительстве однотипного крейсера «Измаил» (старший строитель И. И. Бобров), которые строились по «Программе спешного усиления Балтийского флота 1912—1916 гг.», утверждённой Государственной думой Российской империи. Корабли были спущены на воду осенью 1915 года, но из-за неблагоприятной экономической ситуации в стране достройка крейсеров была затруднена и затем совсем остановлена, в советское время корабли был разобраны и сданы на металлом.
С 12 (25) июня 1914 года П. Е. Беляев исполнял должность помощника начальника Балтийского судостроительного и механического завода, 6 (19) декабря того же года был произведён в генерал-майоры Корпуса корабельных инженеров.

### В советский период
После Октябрьской революции остался в России. Служил в рядах Рабоче-Крестьянского Красного флота, в аппарате Ленинградского Государственного Всесоюзного Судостроительного Треста (Судотрест). В 1921—1927 годах преподавал курс теории корабля в Училище командного состава флота, в 1929 году вышел на пенсию по инвалидности. Работал инженером Судопроекта в Главморпроме Народного комиссариата тяжёлой промышленности СССР.
5 марта 1935 года был арестован как «социально опасный элемент», 7 марта того же года по приговору ОС НКВД СССР выслан вместе с женой из Ленинграда в Атбасар Карагандинской области на 5 лет. 22 июня 1936 семье Постановлением ОС НКВД СССР было разрешено проживание в районе строительства БАМа. Реабилитирован 8 сентября 1989 года.
Дальнейшая судьба неизвестна. Умер Пётр Ефимович Беляев после 1936 года, в ряде источников указана другая дата смерти — 1927 год.

## Награды
За период службы в Российском императорском флоте был награждён многими орденами и медалями:
- орден Святого Станислава 3 степени (9 апреля 1900);
- орден Святого Владимира 4 степени с мечами (1905);
- орден Святого Станислава 2 степени с мечами (19 декабря 1905);
- орден Святой Анны 2 степени (1913);
- орден Святого Владимира 3 степени (22 марта 1915);
- орден Святого Станислава 1 степени (30 июля 1916);
- светло-бронзовая медаль «В память русско-японской войны» (1906);
- светло-бронзовая медаль «В память 300-летия царствования дома Романовых» (1913);
- светло-бронзовая медаль «В память 200-летия морского сражения при Гангуте» (1915).